# Őrtorony (erőd)

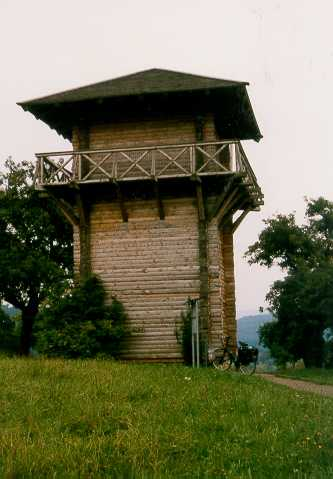
Lorch melletti őrtorony Németországban

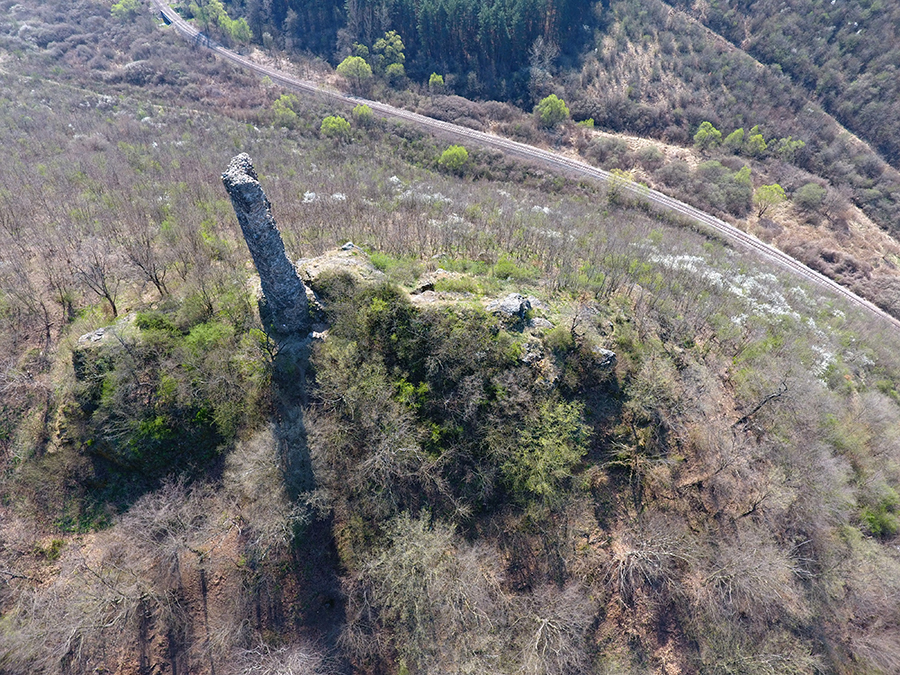
Kanázsvár maradék őrtornya légi fotón

Az őrtorony egyfajta erődítmény, melyet a világ sok táján alkalmaznak. Az őrtornyok építésének célja az, hogy magas, biztonságos megfigyelőhelyet nyújtson az ellenség mozgásának szemmel tartására.
Nem azonos a toronnyal, amit elsősorban hadászati céllal alkalmaznak; sem a középkorban állított lovagvárak központi lakótornyával, amelyek a földesúrnak kényelmet, némi védelmet és ellenőrzést biztosítottak a jobbágyok felett; sem a kastélyok homlokzatából kiemelkedő erkélyszerű kis tornyokkal (torretta), amelyek a középkorban a védőknek jó pozíciót nyújtottak a falak fedezésére.
Őrtornyokat nem katonai célra is építettek; füstöt kerestek az őrök, hogy a tüzek terjedését időben felfedezzék és megállítsák; börtönökben a rabok felügyeletére.
Az emberi történelem háborúi során több esetben használtak civil, vallási építményeket is alkalmi őrtoronyként.

## Fényképek
- Szarajevói francia IFOR-erők őrtornya
- Helyreállított németországi római őrtorony
- Újkori németországi őrtorony[halott link]
- Elhagyott őrtorony
- Rozsnyói őrtorony
- Ír partmenti őrtorony
- Erődök – lap.hu linkgyűjtemény